# Suzy Bogguss
Suzy Bogguss (Aledo, 30 december 1956) is een Amerikaans zangeres. Ze begon haar loopbaan als rondtrekkend artiest en werd vervolgens aangenomen als zangeres in Dollywood. Nadat ze in 1987 een platencontract kreeg, brak ze door met countrymuziek. Na de eeuwwisseling maakte ze een overstap naar jazzmuziek.

## Biografie

### Kindertijd en jeugd
Bogguss komt uit Illinois in het noordoostelijke deel van de Verenigde Staten. Vanaf haar vijfde zong ze in het koor van de presbyterianistische kerk en daarnaast leerde ze op aanmoediging van haar ouders pianospelen en drummen. Vanaf haar tiende leerde ze gitaar spelen. Na haar highschool ging ze naar de Illinois Wesleyan University en stapte later over naar de Illinois State University. Tijdens haar studie trad ze lokaal op in clubs en koffiehuizen. Aan de laatste universiteit slaagde ze in 1979 voor haar bachelorgraad in metaalbewerking.

### Beginperiode
In 1980 ging ze op pad als rondtrekkend artiest door de staten rondom haar geboorteregio en in Canada. In 1981 bracht ze haar debuutalbum uit in eigen beheer, getiteld Suzy. Vier jaar later trok ze door naar Nashville. Hier verdiende ze de kost met optredens in nachtclubs en het inzingen van demo's. Hierna werd ze aangenomen als zangeres in Dollywood, het attractiepark van Dolly Parton. In deze tijd verkocht ze cassettebandjes met haar muziek die ze in eigen beheer had opgenomen, getiteld Suzy Bogguss (Dollywood). Toen een van die bandjes in handen kwam van een manager van Liberty/Capitol, werd haar een platencontract aangeboden.

### Countrymuziek
In 1987 bracht ze daar haar eerste singles uit. Het album Somewhere between volgde iets meer dan een jaar later. Ze kreeg veel positieve recensies en werd in de categorie Nieuwe zangeres door de Academy of Country Music bekroond met hun jaarlijkse prijs. Toen ze in 1990 met de gepolijste opvolger Moment of truth kwam, bleef het vervolgsucces echter uit.
In 1991 kwam ze met het vervolg Aces waarop ook het lied Someday soon staat. De single kwam op nummer 12 in de Hot Country Songs. Het album bereikte nummer 15 in de lijst voor countryalbums en bereikte ook de algemene albumlijst van Billboard, namelijk op plaats 83. In 1992 werd ze onderscheiden met de Horizon Award.
Tussendoor kreeg ze met haar man en songwriter Doug Crider in 1993 haar enige kind, een zoon. In 1994 ging ze op uitnodiging van Kathy Mattea het project aan door Teach your children opnieuw uit te brengen met Crosby, Stills & Nash en Alison Krauss. Het nummer belandde op een single en het album Red Hot + country. Deze muziek werd uitgegeven in het kader van een hiv/aids-campagne van de Red Hot Organization. In 1994 bracht ze Sorry seems to be the hardest word uit in een duet met Chet Atkins. De single bereikte de hitlijsten echter niet.
Bogguss wist het succes tot en met het eind van het decennium vast te houden; nog eens drie albums bereikten meerdere hitlijsten. Something up my sleeve kwam overzee zelfs op nummer 69 terecht van de UK Albums Chart. Vervolgens verruilde ze Capitol Records voor Platinum. Bij dit kleinere label bracht ze in 1999 het album Suzy Bogguss uit, ook wel It's a perfect day genaamd. De verkopen van het album vielen tegen en de jaren erna bereikte ze zelfs de hitlijsten niet meer.

### Jazzperiode
Toen het jaar in 2003 was begonnen, waren inmiddels verschillende jaren verstreken waarin ze nauwelijks nog zichtbaar was geweest voor het publiek. Dit jaar bracht ze daar verandering in, door met het album Swing over te stappen op een nieuwe muziekstijl. Het album kent een mengeling van swing, jazz en popmuziek en werd door een breed publiek goed ontvangen. Het kwam ook nog in de Country Albums te staan en bereikte plaats 6 in de Jazz Albums.
Ook de opvolger uit 2007 sloeg aan, Sweet danger, dat opnieuw een album was in haar nieuwe stijlrichting. Op dit album werd een hit met een nummer 4-notering in de Top Contemporary Jazz. Hierna werd het weer stil rondom de zangeres.

## Discografie

### Albums
Hieronder volgt een selectie van haar albums die de Amerikaanse hitlijsten bereikten.
| Album | jaar                                     | Billboard Country Albums | Billboard 200 | opmerking                        |
| ----- | ---------------------------------------- | ------------------------ | ------------- | -------------------------------- |
| 1989  | Somewhere between                        | 41                       | -             |                                  |
| 1991  | Aces                                     | 15                       | 83            |                                  |
| 1992  | Voices in the wind                       | 31                       | 116           |                                  |
| 1993  | Something up my sleeve                   | 27                       | 121           | op 69 in de UK Albums Chart      |
| 1994  | Simpatico                                | 55                       | -             |                                  |
| 1994  | Greatest hits                            | 38                       | 190           |                                  |
| 1996  | Give me some wheels                      | 51                       | -             |                                  |
| 1998  | Nobody love, nobody gets hurt            | 42                       | -             |                                  |
| 1999  | Suzy Bogguss, ook wel It's a perfect day | 73                       | -             |                                  |
| 2003  | Swing                                    | 66                       | -             | op 6 in de Jazz Albums           |
| 2007  | Sweet danger                             | -                        | 4             | op 4 in de Top Contemporary Jazz |

### Singles
Hieronder volgt een selectie van singles die genoteerd stonden in de Amerikaanse Hot Country Songs of die Bogguss zong met andere artiesten.
| Album | jaar                                  | Hot Country Songs | opmerking                                                |
| ----- | ------------------------------------- | ----------------- | -------------------------------------------------------- |
| 1987  | Love will never slip away             | 69                |                                                          |
| 1987  | I don't want to set the world on fire | 68                |                                                          |
| 1989  | Somewhere between                     | 46                |                                                          |
| 1989  | My sweet love ain't around            | 38                |                                                          |
| 1989  | Cross my broken heart                 | 14                |                                                          |
| 1990  | Under the gun                         | 72                |                                                          |
| 1990  | All things made new again             | 72                |                                                          |
| 1990  | Tomorrow's World                      | 74                | met diverse artiesten                                    |
| 1991  | Someday soon                          | 12                |                                                          |
| 1991  | Hopelessly yours                      | 12                | met Lee Greenwood                                        |
| 1992  | Outbound plane                        | 9                 |                                                          |
| 1992  | Letting go                            | 6                 |                                                          |
| 1992  | Drive south                           | 2                 |                                                          |
| 1992  | Aces                                  | 9                 |                                                          |
| 1993  | Just like the weather                 | 5                 |                                                          |
| 1993  | Hey Cinderella                        | 5                 |                                                          |
| 1993  | Heartache                             | 23                |                                                          |
| 1994  | You wouldn't say that to a stranger   | 43                |                                                          |
| 1994  | Souvenirs                             | 65                |                                                          |
| 1994  | Teach your children                   | 75                | met Crosby, Stills & Nash, Alison Krauss en Kathy Mattea |
| 1994  | Sorry seems to be the hardest word    | -                 | met Chet Atkins                                          |
| 1996  | No way out                            | 53                |                                                          |
| 1996  | Give me some wheels                   | 60                |                                                          |
| 1997  | She said, he heard                    | 57                |                                                          |
| 1998  | Somebody to love                      | 33                |                                                          |
| 1998  | Nobody love, nobody gets hurt         | 75                |                                                          |
| 1998  | From where I stand                    | 67                |                                                          |
| 1999  | Goodnight                             | 66                |                                                          |
| 2001  | Keep mom and dad in love              | 51                | met Billy Dean and Jillian                               |

- Bibliothèque nationale de France: cb13967981c (data)
- Gemeinsame Normdatei: 134769392
- International Standard Name Identifier: 0000 0001 1450 7572
- Library of Congress Control Number: n91069445
- MusicBrainz: 37d4bb9c-422b-4032-abfc-479dfdc64bbd
- Nationale Bibliotheek van Tsjechië: xx0077803
- Nederlandse Thesaurus van Auteursnamen: 126611068
- Virtual International Authority File: 85811630
- WorldCat: E39PBJxcRCRBJj6W3PFYP7fKBP